# Ascarididae
Los ascarídidos (Ascarididae) son una familia de nemátodos. Los miembros de esta familia son parásitos intestinales que infectan muchas clases de vertebrados. Esta familia incluye algunos género, de los cuales los más conocidos son:
- Amplicaecum
- Angusticaecum
- Ascaris
- Baylisascaris
- Crossophorus
- Dujardinascaris
- Hexametra
- Lagaochilascaris
- Ophidascaris
- Oxyuris
- Parascaris
- Polydelphis
- Seuratascaris
- Toxascaris
- Toxocara
- Travassoascaris